# Vysoký Kamýk
Vysoký Kamýk är ett berg i Tjeckien.   Det ligger i regionen Södra Böhmen, i den centrala delen av landet, 100 km söder om huvudstaden Prag. Toppen på Vysoký Kamýk är 644 meter över havet.
Terrängen runt Vysoký Kamýk är huvudsakligen platt, men åt nordväst är den kuperad. Runt Vysoký Kamýk är det ganska glesbefolkat, med 25 invånare per kvadratkilometer. Närmaste större samhälle är Písek, 13,8 km nordväst om Vysoký Kamýk. Trakten runt Vysoký Kamýk består till största delen av jordbruksmark.